# Associação Limeirense de Basquete
L'Associação Limeirense de Basquete, conosciuta anche come Basquete Limeira ed anche meglio nota come Winner/Kabum Limeira per motivi di sponsorizzazione, è stata una società di pallacanestro maschile brasiliana con sede a Limeira, nello stato di San Paolo.

## Storia
L'Associação Limeirense de Basquete è stata fondata nel 2001 con l'intento di salvare la pallacanestro professionistica a Limeira, partecipando sia al campionato statale che a quello nazionale. Nel suo primo anno di vita, il Limeira vinse il titolo statale di seconda divisione ed i giochi regionali. Nei seguenti otto anni, la squadra vinse ogni volta i giochi regionali, vincendo anche il suo primo titolo brasiliano, anche se non ufficiale, nel 2006 con la Nossa Liga de Basquete.
Nel 2009, il club approda in NBB; grazie ad un solito gruppo guidato da Nezinho dos Santos, Betinho Duarte, Shamell Stallworth, Guilherme Teichmann e Bruno Fiorotto, il Limeira concluse la stagione regolare al quinto posto, venendo poi sconfitta dal Joinville nella fase finale. Nella stagione successiva, la squadra non partecipò alla NBB.
Dopo un anno senza pallacanestro, il Limeira torna a giocare ma i risultati non sono dei migliori; infatti la squadra finisce al nono posto per due stagioni consecutive. Nel 2014 il Limeira passa il turno preliminare della Liga Sudamericana grazie a due vittorie ed una sconfitta, viene però eliminata nella fase successiva con un bottino di una vittoria e due sconfitte.
Nel 2015, dopo aver partecipato alla prima fase del Campeonato Paulista, il club termina la sua attività a causa di problemi economici e scompare per sempre.

## Palmarès
- Campeonato Paulista Estadual de Basquete: 2

2008, 2010

## Cestisti

### Giocatori celebri
- Duda Machado
- Rafa Mineiro
- Deryk Ramos

## Allenatori

### Allenatori celebri
- Demétrius Conrado Ferraciú